# Therapeutisches Klettern
Therapeutisches Klettern, auch Klettertherapie genannt, ist eine Therapieform, die sich des Kletterns bedient. Sie wird insbesondere angewandt in der Kinderheilkunde, Orthopädie, Sporttherapie und als Bestandteil in der Psychotherapie. Angeboten wird es unter anderem von Physio-, Ergo- oder Psychotherapeuten.

## Entwicklung
Therapeutisches Klettern wurde anfangs vor allem in der Orthopädie sowie der Neurologie zur Rehabilitation eingesetzt. Inzwischen wird Klettern zusehends von Psychologen im Rahmen einer Psychotherapie oder Verhaltenstherapie genutzt. Dabei geht es weniger um den sportlichen Effekt des Trainings, sondern um verschiedene therapeutische und rehabilitative Ansätze: Im Bereich der Motorik gehören dazu die Behandlung von Koordinationsstörungen, die Förderung der Fein- und Grobmotorik, Kraft, Ausdauer, sowie Reaktion und Belastbarkeit. In der Wahrnehmung werden das Gleichgewicht, die Tiefen- und Oberflächensensibilität, die räumliche Wahrnehmung sowie das Körperschema gefördert. Durch die Förderung von Selbstbewusstsein, Selbstwertgefühl, Vertrauen, Verantwortungsbewusstsein und Selbsteinschätzung wird der sozioemotionale Bereich angesprochen und gestärkt. Geistige Fähigkeiten (Kognition) werden durch das Definieren eines Ziels, Handlungsplanung, Gedächtnis, Konzentration und das Erstellen von Problemlösungsstrategien verbessert.
Das Therapeutische Klettern ist eine relativ neue Therapieform, die trotz bereits vorliegender Erfahrungen und einer positiven Prognose in Bezug auf den Krankheitsverlauf noch verhältnismäßig selten genutzt wird.

## Anwendungsbereiche
- Orthopädie: Hier bietet das Klettern Ansätze für ein funktionelles und effektives Aufbautraining ohne auf den motivationalen Aspekt des Sports in der traumatologisch-orthopädischen Rehabilitation zu verzichten. Es fördert Motorik, Muskelstabilisierung, Körperbeherrschung und die Bewegungsabläufe. So kann dieses Sportklettertraining beispielsweise die klassische Krankengymnastik ergänzen und nach Bänder- und Gelenkverletzungen sowie bei Haltungsschäden verordnet werden.
- Neurologie: Bei Schlaganfällen und bei Multipler Sklerose wird das therapeutische Klettern eingesetzt, um die Körperwahrnehmung zu schulen und die körperliche Koordinationsfähigkeit im Alltag zu verbessern. Zudem wird das Gehirn angeregt.
- Geriatrie: Neben den positiven psychischen Effekten wie Steigerung von Motivation und Selbstvertrauen und Reduktion von Ängsten sind hier besonders die Steigerung des Gleichgewichts, der Gelenkigkeit und der Muskelkraft von Bedeutung. So lässt sich eine erhöhte Selbstständigkeit und Mobilität erreichen, auch die Sturzhäufigkeit wird reduziert.[4][5]
- Psychotherapie: Therapeutisches Klettern im Rahmen einer psychologisch/psychotherapeutischen Behandlung ist vielfältig. Bei Patienten mit Angst- und Panikstörungen kann es als Expositionsübung genutzt werden. Bei Patienten mit einer Körperschemastörung wie den Körperdysmorphen Störungen oder im Rahmen einer Essstörung (Bulimie, Anorexia nervosa) zur Körperwahrnehmung, oder bei Depressionen zur Aktivierung. Durch die hohe sogenannte Erlebnisdichte eignet sich das Therapeutische Klettern auch zum Verhindern der drohenden sozialen Isolation von psychisch Kranken.

## Effekte und Wirkungsprinzip
Klettern besitzt einen hohen Motivationscharakter. Die Patienten gewinnen Selbstvertrauen in ihre körperlichen Fähigkeiten, da sowohl in Standhöhe als auch darüber hinaus gearbeitet werden kann.
Durch die nötige Kombination dynamischer Muskelarbeit (dynamisch-konzentrisch, dynamisch-exzentrisch), denn für das Klettern ist abwechselnd statische und dynamische Muskelarbeit notwendig. Sowie das man sich in geschlossenen Muskelfunktionsketten bewegt. Und durch das Abrufen dreidimensionaler Bewegungsmuster, bei denen Druck- und Dehnungsrezeptoren in Muskeln aber auch Sehnen, Gelenkkapseln und Bindegewebe z. B. durch Druck, Dehnung, Entspannung oder auch durch Streckung stimuliert werden (PNF-ähnliche Muster), wirkt Klettern ganzheitlich auf den Bewegungsapparat.
Der Gleichgewichtssinn wird durch die ständige Körperschwerpunktkontrolle und Stabilisierung gefördert.